# Elecciones provinciales de Córdoba de 1946
Las elecciones generales de la provincia de Córdoba de 1946 tuvieron lugar el 24 de febrero del mencionado año con el objetivo de restaurar las instituciones democráticas constitucionales de la provincia después del golpe de Estado del 4 de junio de 1943, conocido como Revolución del 43. Se debía elegir al Gobernador, al Vicegobernador, a ambas Cámaras de la Legislatura Provincial, a los electores de Presidente y Vicepresidente de la Nación, y a los diputados y senadores nacionales.
Debido a la fuerte tradición radical de la provincia, que de hecho había sido un bastión democrático durante gran parte del régimen fraudulento de la Década Infame, el naciente peronismo resolvió presentar la candidatura de Argentino Auchter, que había pertenecido a la Unión Cívica Radical y era miembro de la Junta Renovadora, facción radical favorable al peronismo. Su compañero de fórmula sería Ramón Asís. Por su parte, el radicalismo presentó la fórmual Antonio Medina Allende - Juan Irós. A pesar de la alta expectativa de un triunfo de la UCR, el anterior oficialismo nacional se debilitó debido a la escisión de la Junta Renovadora y a que Córdoba no configuró la Unión Democrática, coalición que lideraba a nivel nacional, y por lo tanto los partidos integrantes de la misma, como el Socialista y el Comunista, presentaron sus propios candidatos, que fueron Arturo Orgaz - Juan Pressaco; y Miguel Contreras - Manzanelli respectivamente. El conservadurismo, que apoyaba a la Unión Democrática pero no formó parte de la misma, presentó la fórmula Rodolfo Martínez - Octavio Capdevila. Durante la mayor parte de la campaña, en la que sucedieron diversos hechos violentos entre ambas facciones, se consideraba a Medina Allende como amplio favorito para ganar.
El peronismo obtuvo una victoria estrechísima, del 38,33%, triunfando por 213 votos exactos contra el 38,26% del radicalismo. El conservadurismo quedó en tercer lugar con el 20,88%, el comunismo recibió el 1,39% y el socialismo 1,14%. En el plano presidencial, debido a la unidad de la Unión Democrática, la fórmula Tamborini - Mosca triunfó por aplastante margen, por lo que se suele considerar a la división de los partidos como el único motivo para la victoria peronista. La elección ha sido considerada la segunda más reñida de la historia electoral cordobesa, siendo superada únicamente por la de 1912, en la que la diferencia entre los dos candidatos más votados fue de 176 votos.
Auchter, que carecía de mayoría legislativa y había entrado en conflicto con miembros de su propio partido, sobre todo después de la unificación del Partido Peronista en noviembre de 1946, fue destituido por un juicio político y la provincia fue intervenida el 14 de junio de 1947. Asimismo fue el último gobernador de Córdoba en asumir un día 17 de mayo, fecha que desde 1868 era la fijada para el inicio de los mandatos y que sólo en 1932 no fue utilizada.

## Resultados

### Gobernador y Vicegobernador, Cámara de Diputados, y Cámara de Senadores
| Fórmula               | Fórmula                 | Partido               | Partido                         | Votos   | %     | Diputados | Senadores |
| Gobernador            | Vicegobernador          | Partido               | Partido                         | Votos   | %     | Diputados | Senadores |
| --------------------- | ----------------------- | --------------------- | ------------------------------- | ------- | ----- | --------- | --------- |
| Argentino Auchter     | Ramón Asís              |                       | Partido Laborista - UCR JR      | 118.660 | 38,33 | 24/36     | 10/30     |
| Antonio Allende       | Juan Irós               |                       | Unión Cívica Radical            | 118.447 | 38,26 | 8/36      | 17/30     |
| Rodolfo Martínez      | Octavio Capdevila       |                       | Partido Demócrata               | 64.645  | 20,88 | 4/36      | 3/30      |
| Miguel Contreras      | José B. Manzanelli      |                       | Partido Comunista               | 4.288   | 1,39  |           |           |
| Arturo Orgaz          | Juan B. Pressacco       |                       | Partido Socialista              | 3.514   | 1,14  |           |           |
| Martín Ferreyra       | Oscar Arriaga Argañaraz |                       | Unión Argentina de Trabajadores | —       | —     |           |           |
| Votos positivos       | Votos positivos         | Votos positivos       | Votos positivos                 | 309.554 | 98,37 |           |           |
| Votos en blanco       | Votos en blanco         | Votos en blanco       | Votos en blanco                 | 4.290   | 1,36  |           |           |
| Votos nulos           | Votos nulos             | Votos nulos           | Votos nulos                     | 687     | 0,22  |           |           |
| Votos observados      | Votos observados        | Votos observados      | Votos observados                | 148     | 0,05  |           |           |
| Participación         | Participación           | Participación         | Participación                   | 314.522 | 84,06 |           |           |
| Electores registrados | Electores registrados   | Electores registrados | Electores registrados           | 374.158 | 100   |           |           |
| Fuentes:              |                         |                       |                                 |         |       |           |           |

### Diputados electos
- Partido Laborista - Unión Cívica Radical Junta Renovadora (24):
  - Francisco M. Yofre
  - Manuel Martín Federico
  - Guillermo Isidro Roldán
  - Juan M. Montes
  - Luis Colazo
  - Oscar M. Icardi
  - Ginés Peralta Serra
  - Enrique Jaime Ahumada
  - Eduardo Casal
  - Facundo B. Pizarro
  - Ángel Roberto Almada
  - Pastor Abregú
  - Luis Atala
  - Juan Antonio García
  - Amelio Rodi Turconi
  - Juvenal Ciravegna
  - Antonio Martín Iglesias
  - Raúl Lucini
  - Antenor Peñaflor
  - Rodolfo Tezera Martínez
  - Atilio Antinucci
  - Salomón Sanuar
  - Juan H. Ramallo
  - Antonio M. Barbeito
- Unión Cívica Radical (8):
  - Francisco Corna Vacca
  - Pedro Isern
  - Silvio Palmero
  - Luis F Meloni
  - Pedro E. Soracio
  - Wenceslao Cabral
  - Javier Yáñez Álvarez
  - Jacobo Kleiner
- Partido Demócrata (4):
  - Claudio Gelos
  - Eduardo Martínez Carranza
  - Federico Ponce de León
  - Carlos Fernández Ordóñez

### Resultados por departamentos
| Calamuchita 1 Senador                       | Calamuchita 1 Senador                    | Calamuchita 1 Senador | Calamuchita 1 Senador | Calamuchita 1 Senador | Calamuchita 1 Senador                          |
| Partido                                     | Partido                                  | Votos                 | %                     | Bancas                | Candidatos a Senador                           |
| ------------------------------------------- | ---------------------------------------- | --------------------- | --------------------- | --------------------- | ---------------------------------------------- |
|                                             | Unión Cívica Radical                     | 2.293                 | 44,67                 | 1/1                   | - Adolfo Funes                                 |
|                                             | Partido Demócrata                        | 1.538                 | 29,96                 | 0/1                   | - Héctor Ponce Laforgue                        |
|                                             | Partido Laborista - UCR Junta Renovadora | 1.233                 | 24,02                 | 0/1                   | - Carlos G. Elena                              |
|                                             | Partido Socialista                       | 48                    | 0,94                  | 0/1                   | - Sin datos                                    |
|                                             | Partido Comunista                        | 21                    | 0,41                  | 0/1                   | - Alejandro Guigues                            |
| Votos positivos                             | Votos positivos                          | 5.133                 | 96,87                 |                       |                                                |
| Votos en blanco                             | Votos en blanco                          | 157                   | 2,96                  |                       |                                                |
| Votos nulos                                 | Votos nulos                              | 6                     | 0,11                  |                       |                                                |
| Votos observados                            | Votos observados                         | 3                     | 0,06                  |                       |                                                |
| Participación                               | Participación                            | 5.299                 | 87,26                 |                       |                                                |
| Electores registrados                       | Electores registrados                    | 6.073                 | 100                   |                       |                                                |
| Capital 3 Senadores                         |                                          |                       |                       |                       |                                                |
| Partido                                     | Partido                                  | Votos                 | %                     | Bancas                | Candidatos a Senador                           |
|                                             | Partido Laborista - UCR Junta Renovadora | 31.953                | 46,29                 | 2/3                   | - Antonio Llorens - Federico de Uña            |
|                                             | Unión Cívica Radical                     | 25.125                | 36,40                 | 1/3                   | - Arturo Zanichelli - José de la Peña          |
|                                             | Partido Demócrata                        | 9.831                 | 14,24                 | 0/2                   | - Edmundo Tolosa - E. Martínez Paz             |
|                                             | Partido Comunista                        | 1.421                 | 2,06                  | 0/2                   | - Isaac Blatt - Luis F. Sánchez                |
|                                             | Partido Socialista                       | 693                   | 1,00                  | 0/3                   | - Ceferino Garzón Maceda - Ricardo Vizcaya     |
| Votos positivos                             | Votos positivos                          | 69.023                | 98,65                 |                       |                                                |
| Votos en blanco                             | Votos en blanco                          | 694                   | 0,99                  |                       |                                                |
| Votos nulos                                 | Votos nulos                              | 207                   | 0,30                  |                       |                                                |
| Votos observados                            | Votos observados                         | 46                    | 0,07                  |                       |                                                |
| Participación                               | Participación                            | 69.970                | 84,73                 |                       |                                                |
| Electores registrados                       | Electores registrados                    | 82.576                | 100                   |                       |                                                |
| Colón 1 Senador                             |                                          |                       |                       |                       |                                                |
| Partido                                     | Partido                                  | Votos                 | %                     | Bancas                | Candidatos a Senador                           |
|                                             | Unión Cívica Radical                     | 3.342                 | 39,85                 | 1/1                   | - Antonio Gullón                               |
|                                             | Partido Laborista - UCR Junta Renovadora | 2.690                 | 32,08                 | 0/1                   | - Filemón Cabanillas                           |
|                                             | Partido Demócrata                        | 2.137                 | 25,48                 | 0/1                   | - Héctor Soria                                 |
|                                             | Partido Socialista                       | 116                   | 1,38                  | 0/1                   | - Sin datos                                    |
|                                             | Partido Comunista                        | 101                   | 1,20                  | 0/1                   | - Jorge del Prato                              |
| Votos positivos                             | Votos positivos                          | 8.386                 | 98,20                 |                       |                                                |
| Votos en blanco                             | Votos en blanco                          | 126                   | 1,48                  |                       |                                                |
| Votos nulos                                 | Votos nulos                              | 23                    | 0,27                  |                       |                                                |
| Votos observados                            | Votos observados                         | 5                     | 0,06                  |                       |                                                |
| Participación                               | Participación                            | 8.540                 | 84,61                 |                       |                                                |
| Electores registrados                       | Electores registrados                    | 10.093                | 100                   |                       |                                                |
| Cruz del Eje 1 Senador                      |                                          |                       |                       |                       |                                                |
| Partido                                     | Partido                                  | Votos                 | %                     | Bancas                | Candidatos a Senador                           |
|                                             | Unión Cívica Radical                     | 3.208                 | 39,28                 | 1/1                   | - Carlos López Araya                           |
|                                             | Partido Laborista - UCR Junta Renovadora | 2.614                 | 32,01                 | 0/1                   | - Juan Francisco Villagra Mias                 |
|                                             | Partido Demócrata                        | 2.222                 | 27,21                 | 0/1                   | - Fernando Torres                              |
|                                             | Partido Socialista                       | 74                    | 0,91                  | 0/1                   | - Elías Chanaguir                              |
|                                             | Partido Comunista                        | 49                    | 0,60                  | 0/1                   | - Vidal Ance                                   |
| Votos positivos                             | Votos positivos                          | 8.167                 | 97,96                 |                       |                                                |
| Votos en blanco                             | Votos en blanco                          | 146                   | 1,75                  |                       |                                                |
| Votos nulos                                 | Votos nulos                              | 18                    | 0,22                  |                       |                                                |
| Votos observados                            | Votos observados                         | 6                     | 0,07                  |                       |                                                |
| Participación                               | Participación                            | 8.337                 | 80,15                 |                       |                                                |
| Electores registrados                       | Electores registrados                    | 10.402                | 100                   |                       |                                                |
| General Roca 1 Senador                      |                                          |                       |                       |                       |                                                |
| Partido                                     | Partido                                  | Votos                 | %                     | Bancas                | Candidatos a Senador                           |
|                                             | Partido Laborista - UCR Junta Renovadora | 3.089                 | 47,53                 | 1/1                   | - Juan B. Borzani                              |
|                                             | Unión Cívica Radical                     | 2.418                 | 37,21                 | 0/1                   | - Atilio E. Testoni                            |
|                                             | Partido Demócrata                        | 791                   | 12,17                 | 0/1                   | - Miguel Alduncin                              |
|                                             | Partido Socialista                       | 102                   | 1,57                  | 0/1                   | - Luis D. Bolando                              |
|                                             | Partido Comunista                        | 99                    | 1,52                  | 0/1                   | - Juan Moreyra                                 |
| Votos positivos                             | Votos positivos                          | 6.499                 | 96,63                 |                       |                                                |
| Votos en blanco                             | Votos en blanco                          | 90                    | 1,37                  |                       |                                                |
| Votos nulos                                 | Votos nulos                              | 0                     | 0,00                  |                       |                                                |
| Votos observados                            | Votos observados                         | 0                     | 0,00                  |                       |                                                |
| Participación                               | Participación                            | 6.589                 | 74,14                 |                       |                                                |
| Electores registrados                       | Electores registrados                    | 8.887                 | 100                   |                       |                                                |
| General San Martín 1 Senador                |                                          |                       |                       |                       |                                                |
| Partido                                     | Partido                                  | Votos                 | %                     | Bancas                | Candidatos a Senador                           |
|                                             | Unión Cívica Radical                     | 5.435                 | 39,50                 | 1/1                   | - Raúl M. Fernández                            |
|                                             | Partido Laborista - UCR Junta Renovadora | 5.016                 | 36,45                 | 0/1                   | - Bautista Spila                               |
|                                             | Partido Demócrata                        | 2.971                 | 21,59                 | 0/1                   | - Roberto González                             |
|                                             | Partido Socialista                       | 171                   | 1,24                  | 0/1                   | - Sin datos                                    |
|                                             | Partido Comunista                        | 167                   | 1,21                  | 0/1                   | - Enrique Massei                               |
| Votos positivos                             | Votos positivos                          | 13.760                | 98,01                 |                       |                                                |
| Votos en blanco                             | Votos en blanco                          | 231                   | 1,65                  |                       |                                                |
| Votos nulos                                 | Votos nulos                              | 38                    | 0,27                  |                       |                                                |
| Votos observados                            | Votos observados                         | 11                    | 0,08                  |                       |                                                |
| Participación                               | Participación                            | 14.040                | 85,95                 |                       |                                                |
| Electores registrados                       | Electores registrados                    | 16.335                | 100                   |                       |                                                |
| Ischilín 1 Senador                          |                                          |                       |                       |                       |                                                |
| Partido                                     | Partido                                  | Votos                 | %                     | Bancas                | Candidatos a Senador                           |
|                                             | Partido Laborista - UCR Junta Renovadora | 2.393                 | 43,59                 | 1/1                   | - Manuel Ávila                                 |
|                                             | Unión Cívica Radical                     | 2.011                 | 36,63                 | 0/1                   | - Ernesto I. Zabala                            |
|                                             | Partido Demócrata                        | 1.009                 | 18,38                 | 0/1                   | - Santiago Garay                               |
|                                             | Partido Comunista                        | 43                    | 0,78                  | 0/1                   | - Augusto Ferreyra                             |
|                                             | Partido Socialista                       | 35                    | 0,64                  | 0/1                   | - Sin datos                                    |
| Votos positivos                             | Votos positivos                          | 5.491                 | 98,90                 |                       |                                                |
| Votos en blanco                             | Votos en blanco                          | 56                    | 1,01                  |                       |                                                |
| Votos nulos                                 | Votos nulos                              | 3                     | 0,05                  |                       |                                                |
| Votos observados                            | Votos observados                         | 2                     | 0,04                  |                       |                                                |
| Participación                               | Participación                            | 5.552                 | 79,70                 |                       |                                                |
| Electores registrados                       | Electores registrados                    | 6.966                 | 100                   |                       |                                                |
| Juárez Celman 1 Senador                     |                                          |                       |                       |                       |                                                |
| Partido                                     | Partido                                  | Votos                 | %                     | Bancas                | Candidatos a Senador                           |
|                                             | Partido Laborista - UCR Junta Renovadora | 4.679                 | 48,14                 | 1/1                   | - Mateo de Urteaga Bilbao                      |
|                                             | Unión Cívica Radical                     | 2.695                 | 27,73                 | 0/1                   | - Carlos A. Duarte                             |
|                                             | Partido Demócrata                        | 2.136                 | 21,98                 | 0/1                   | - Carlos Soldini                               |
|                                             | Partido Comunista                        | 109                   | 1,12                  | 0/1                   | - Carlos Altina                                |
|                                             | Partido Socialista                       | 100                   | 1,03                  | 0/1                   | - Sin datos                                    |
| Votos positivos                             | Votos positivos                          | 9.719                 | 98,60                 |                       |                                                |
| Votos en blanco                             | Votos en blanco                          | 115                   | 1,17                  |                       |                                                |
| Votos nulos                                 | Votos nulos                              | 22                    | 0,22                  |                       |                                                |
| Votos observados                            | Votos observados                         | 1                     | 0,01                  |                       |                                                |
| Participación                               | Participación                            | 9.857                 | 84,85                 |                       |                                                |
| Electores registrados                       | Electores registrados                    | 11.617                | 100                   |                       |                                                |
| Marcos Juárez 1 Senador                     |                                          |                       |                       |                       |                                                |
| Partido                                     | Partido                                  | Votos                 | %                     | Bancas                | Candidatos a Senador                           |
|                                             | Partido Laborista - UCR Junta Renovadora | 9.689                 | 51,61                 | 1/1                   | - Carlos Rossini                               |
|                                             | Unión Cívica Radical                     | 5.896                 | 31,41                 | 0/1                   | - Juan Pérez Crespo                            |
|                                             | Partido Demócrata                        | 2.654                 | 14,14                 | 0/1                   | - Nicasio Germain                              |
|                                             | Partido Comunista                        | 276                   | 1,47                  | 0/1                   | - León E. Ponce                                |
|                                             | Partido Socialista                       | 256                   | 1,36                  | 0/1                   | - Ricardo A. Cabrera                           |
| Votos positivos                             | Votos positivos                          | 18.771                | 98,29                 |                       |                                                |
| Votos en blanco                             | Votos en blanco                          | 279                   | 1,46                  |                       |                                                |
| Votos nulos                                 | Votos nulos                              | 25                    | 0,13                  |                       |                                                |
| Votos observados                            | Votos observados                         | 23                    | 0,12                  |                       |                                                |
| Participación                               | Participación                            | 19.098                | 87,58                 |                       |                                                |
| Electores registrados                       | Electores registrados                    | 21.807                | 100                   |                       |                                                |
| Minas 1 Senador                             |                                          |                       |                       |                       |                                                |
| Partido                                     | Partido                                  | Votos                 | %                     | Bancas                | Candidatos a Senador                           |
|                                             | Unión Cívica Radical                     | 827                   | 49,46                 | 1/1                   | - Segundo Alfredo Luna Segueira                |
|                                             | Partido Demócrata                        | 741                   | 44,32                 | 0/1                   | - Pedro Sargiotto                              |
|                                             | Partido Laborista - UCR Junta Renovadora | 90                    | 5,38                  | 0/1                   | - Félix Krug                                   |
|                                             | Partido Comunista                        | 10                    | 0,60                  | 0/1                   | - Anacleto H. Moreno                           |
|                                             | Partido Socialista                       | 4                     | 0,24                  | 0/1                   | - Sin datos                                    |
| Votos positivos                             | Votos positivos                          | 1.672                 | 97,38                 |                       |                                                |
| Votos en blanco                             | Votos en blanco                          | 40                    | 2,33                  |                       |                                                |
| Votos nulos                                 | Votos nulos                              | 4                     | 0,23                  |                       |                                                |
| Votos observados                            | Votos observados                         | 1                     | 0,06                  |                       |                                                |
| Participación                               | Participación                            | 1.717                 | 77,83                 |                       |                                                |
| Electores registrados                       | Electores registrados                    | 2.206                 | 100                   |                       |                                                |
| Pocho 1 Senador                             |                                          |                       |                       |                       |                                                |
| Partido                                     | Partido                                  | Votos                 | %                     | Bancas                | Candidatos a Senador                           |
|                                             | Partido Demócrata                        | 755                   | 50,88                 | 1/1                   | - José Camilo Uriburu                          |
|                                             | Unión Cívica Radical                     | 607                   | 40,90                 | 0/1                   | - Carlos A. Rosembrok                          |
|                                             | Partido Laborista - UCR Junta Renovadora | 116                   | 7,82                  | 0/1                   | - Diego López Ward                             |
|                                             | Partido Comunista                        | 4                     | 0,27                  | 0/1                   | - Segundo Díaz                                 |
|                                             | Partido Socialista                       | 2                     | 0,13                  | 0/1                   | - Sin datos                                    |
| Votos positivos                             | Votos positivos                          | 1.484                 | 98,21                 |                       |                                                |
| Votos en blanco                             | Votos en blanco                          | 26                    | 1,72                  |                       |                                                |
| Votos nulos                                 | Votos nulos                              | 0                     | 0,00                  |                       |                                                |
| Votos observados                            | Votos observados                         | 1                     | 0,07                  |                       |                                                |
| Participación                               | Participación                            | 1.511                 | 76,86                 |                       |                                                |
| Electores registrados                       | Electores registrados                    | 1.966                 | 100                   |                       |                                                |
| Punilla 1 Senador                           |                                          |                       |                       |                       |                                                |
| Partido                                     | Partido                                  | Votos                 | %                     | Bancas                | Candidatos a Senador                           |
|                                             | Unión Cívica Radical                     | 3.789                 | 43,16                 | 1/1                   | - Pedro Antonio Ortiz                          |
|                                             | Partido Laborista - UCR Junta Renovadora | 2.467                 | 28,10                 | 0/1                   | - Horacio León Belloc                          |
|                                             | Partido Demócrata                        | 2.163                 | 24,64                 | 0/1                   | - Miguel Mereb                                 |
|                                             | Partido Comunista                        | 248                   | 2,83                  | 0/1                   | - Fidel Oyola                                  |
|                                             | Partido Socialista                       | 111                   | 1,26                  | 0/1                   | - Sin datos                                    |
| Votos positivos                             | Votos positivos                          | 8.778                 | 97,82                 |                       |                                                |
| Votos en blanco                             | Votos en blanco                          | 160                   | 1,78                  |                       |                                                |
| Votos nulos                                 | Votos nulos                              | 34                    | 0,38                  |                       |                                                |
| Votos observados                            | Votos observados                         | 2                     | 0,02                  |                       |                                                |
| Participación                               | Participación                            | 8.974                 | 82,39                 |                       |                                                |
| Electores registrados                       | Electores registrados                    | 10.892                | 100                   |                       |                                                |
| Río Cuarto 2 Senadores                      |                                          |                       |                       |                       |                                                |
| Partido                                     | Partido                                  | Votos                 | %                     | Bancas                | Candidatos a Senador                           |
|                                             | Partido Laborista - UCR Junta Renovadora | 12.178                | 45,74                 | 2/2                   | - Ernesto Lobos Castellanos - Isidoro Varea    |
|                                             | Unión Cívica Radical                     | 8.741                 | 32,83                 | 0/2                   | - Juan R. Aristizábal - Manuel Quiroz          |
|                                             | Partido Demócrata                        | 4.733                 | 17,78                 | 0/2                   | - Antonio Magri - Benjamín Bender              |
|                                             | Partido Socialista                       | 548                   | 2,06                  | 0/2                   | - Alfonso Tomassini - A. Sosa Avendaño         |
|                                             | Partido Comunista                        | 425                   | 1,60                  | 0/2                   | - Roberto Tato - Eulogio Astrada               |
| Votos positivos                             | Votos positivos                          | 26.625                | 98,57                 |                       |                                                |
| Votos en blanco                             | Votos en blanco                          | 342                   | 1,27                  |                       |                                                |
| Votos nulos                                 | Votos nulos                              | 42                    | 0,16                  |                       |                                                |
| Votos observados                            | Votos observados                         | 2                     | 0,01                  |                       |                                                |
| Participación                               | Participación                            | 27.011                | 84,79                 |                       |                                                |
| Electores registrados                       | Electores registrados                    | 31.855                | 100                   |                       |                                                |
| Río Primero 1 Senador                       |                                          |                       |                       |                       |                                                |
| Partido                                     | Partido                                  | Votos                 | %                     | Bancas                | Candidatos a Senador                           |
|                                             | Unión Cívica Radical                     | 4.393                 | 40,85                 | 1/1                   | - Salvador Romero                              |
|                                             | Partido Demócrata                        | 3.595                 | 33,43                 | 0/1                   | - David Trucchi                                |
|                                             | Partido Laborista - UCR Junta Renovadora | 2.687                 | 24,98                 | 0/1                   | - César Cuestas Carnero                        |
|                                             | Partido Socialista                       | 43                    | 0,40                  | 0/1                   | - Sin datos                                    |
|                                             | Partido Comunista                        | 37                    | 0,34                  | 0/1                   | - Rafael Requena                               |
| Votos positivos                             | Votos positivos                          | 10.755                | 98,79                 |                       |                                                |
| Votos en blanco                             | Votos en blanco                          | 109                   | 1,00                  |                       |                                                |
| Votos nulos                                 | Votos nulos                              | 19                    | 0,17                  |                       |                                                |
| Votos observados                            | Votos observados                         | 4                     | 0,04                  |                       |                                                |
| Participación                               | Participación                            | 10.887                | 77,95                 |                       |                                                |
| Electores registrados                       | Electores registrados                    | 13.966                | 100                   |                       |                                                |
| Río Seco 1 Senador                          |                                          |                       |                       |                       |                                                |
| Partido                                     | Partido                                  | Votos                 | %                     | Bancas                | Candidatos a Senador                           |
|                                             | Unión Cívica Radical                     | 1.533                 | 50,07                 | 1/1                   | - Luis Novilla Linares                         |
|                                             | Partido Demócrata                        | 1.138                 | 37,17                 | 0/1                   | - Ernesto S. Wandschneider                     |
|                                             | Partido Laborista - UCR Junta Renovadora | 371                   | 12,12                 | 0/1                   | - Miguel C. Manfredi                           |
|                                             | Partido Socialista                       | 12                    | 0,39                  | 0/1                   | - Sin datos                                    |
|                                             | Partido Comunista                        | 8                     | 0,26                  | 0/1                   | - Carmen C. Ramírez                            |
| Votos positivos                             | Votos positivos                          | 3.062                 | 98,36                 |                       |                                                |
| Votos en blanco                             | Votos en blanco                          | 47                    | 1,51                  |                       |                                                |
| Votos nulos                                 | Votos nulos                              | 4                     | 0,13                  |                       |                                                |
| Votos observados                            | Votos observados                         | 0                     | 0,00                  |                       |                                                |
| Participación                               | Participación                            | 3.113                 | 75,12                 |                       |                                                |
| Electores registrados                       | Electores registrados                    | 4.144                 | 100                   |                       |                                                |
| Río Segundo 1 Senador                       |                                          |                       |                       |                       |                                                |
| Partido                                     | Partido                                  | Votos                 | %                     | Bancas                | Candidatos a Senador                           |
|                                             | Unión Cívica Radical                     | 6.156                 | 45,19                 | 1/1                   | - Héctor J. Moyano                             |
|                                             | Partido Laborista - UCR Junta Renovadora | 4.236                 | 31,10                 | 0/1                   | - Juan Oviedo                                  |
|                                             | Partido Demócrata                        | 3.099                 | 22,75                 | 0/1                   | - Luis Laje Weskamp                            |
|                                             | Partido Socialista                       | 69                    | 0,51                  | 0/1                   | - Sin datos                                    |
|                                             | Partido Comunista                        | 62                    | 0,46                  | 0/1                   | - Sajario Feldman                              |
| Votos positivos                             | Votos positivos                          | 13.622                | 98,50                 |                       |                                                |
| Votos en blanco                             | Votos en blanco                          | 174                   | 1,26                  |                       |                                                |
| Votos nulos                                 | Votos nulos                              | 34                    | 0,25                  |                       |                                                |
| Votos observados                            | Votos observados                         | 0                     | 0,00                  |                       |                                                |
| Participación                               | Participación                            | 13.830                | 84,68                 |                       |                                                |
| Electores registrados                       | Electores registrados                    | 16.333                | 100                   |                       |                                                |
| Roque Sáenz Peña 1 Senador                  |                                          |                       |                       |                       |                                                |
| Partido                                     | Partido                                  | Votos                 | %                     | Bancas                | Candidatos a Senador                           |
|                                             | Partido Laborista - UCR Junta Renovadora | 3.417                 | 52,79                 | 1/1                   | - Alfonso Fortunato Conti                      |
|                                             | Unión Cívica Radical                     | 2.096                 | 32,38                 | 0/1                   | - Juan José H. Lanata                          |
|                                             | Partido Demócrata                        | 739                   | 11,42                 | 0/1                   | - Manuel O. Córdoba                            |
|                                             | Partido Socialista                       | 126                   | 1,95                  | 0/1                   | - Antonio Moscardi                             |
|                                             | Partido Comunista                        | 95                    | 1,47                  | 0/1                   | - Hipólito Orfilio Bustos                      |
| Votos positivos                             | Votos positivos                          | 6.473                 | 98,72                 |                       |                                                |
| Votos en blanco                             | Votos en blanco                          | 76                    | 1,16                  |                       |                                                |
| Votos nulos                                 | Votos nulos                              | 6                     | 0,09                  |                       |                                                |
| Votos observados                            | Votos observados                         | 2                     | 0,03                  |                       |                                                |
| Participación                               | Participación                            | 6.557                 | 80,12                 |                       |                                                |
| Electores registrados                       | Electores registrados                    | 8.184                 | 100                   |                       |                                                |
| San Alberto 1 Senador                       |                                          |                       |                       |                       |                                                |
| Partido                                     | Partido                                  | Votos                 | %                     | Bancas                | Candidatos a Senador                           |
|                                             | Unión Cívica Radical                     | 2.398                 | 55,99                 | 1/1                   | - Juan F. Funes                                |
|                                             | Partido Demócrata                        | 1.312                 | 30,63                 | 0/1                   | - Carlos J. Torres                             |
|                                             | Partido Laborista - UCR Junta Renovadora | 516                   | 12,05                 | 0/1                   | - Juan Antonio Ahumada                         |
|                                             | Partido Socialista                       | 39                    | 0,91                  | 0/1                   | - Sin datos                                    |
|                                             | Partido Comunista                        | 18                    | 0,42                  | 0/1                   | - Eugenio Oscar Reatti                         |
| Votos positivos                             | Votos positivos                          | 4.283                 | 96,42                 |                       |                                                |
| Votos en blanco                             | Votos en blanco                          | 147                   | 3,31                  |                       |                                                |
| Votos nulos                                 | Votos nulos                              | 9                     | 0,20                  |                       |                                                |
| Votos observados                            | Votos observados                         | 3                     | 0,07                  |                       |                                                |
| Participación                               | Participación                            | 4.442                 | 79,31                 |                       |                                                |
| Electores registrados                       | Electores registrados                    | 5.601                 | 100                   |                       |                                                |
| San Javier 1 Senador                        |                                          |                       |                       |                       |                                                |
| Partido                                     | Partido                                  | Votos                 | %                     | Bancas                | Candidatos a Senador                           |
|                                             | Unión Cívica Radical                     | 2.488                 | 39,28                 | 1/1                   | - Pedro Ochoa                                  |
|                                             | Partido Demócrata                        | 2.145                 | 33,86                 | 0/1                   | - Carlos J. Christensen                        |
|                                             | Partido Laborista - UCR Junta Renovadora | 1.562                 | 24,66                 | 0/1                   | - Armando Andruet                              |
|                                             | Partido Socialista                       | 92                    | 1,45                  | 0/1                   | - Sin datos                                    |
|                                             | Partido Comunista                        | 47                    | 0,74                  | 0/1                   | - Gregorlo Lucero                              |
| Votos positivos                             | Votos positivos                          | 6.334                 | 98,31                 |                       |                                                |
| Votos en blanco                             | Votos en blanco                          | 84                    | 1,30                  |                       |                                                |
| Votos nulos                                 | Votos nulos                              | 22                    | 0,34                  |                       |                                                |
| Votos observados                            | Votos observados                         | 3                     | 0,05                  |                       |                                                |
| Participación                               | Participación                            | 6.443                 | 78,98                 |                       |                                                |
| Electores registrados                       | Electores registrados                    | 8.158                 | 100                   |                       |                                                |
| San Justo 2 Senadores                       |                                          |                       |                       |                       |                                                |
| Partido                                     | Partido                                  | Votos                 | %                     | Bancas                | Candidatos a Senador                           |
|                                             | Unión Cívica Radical                     | 12.565                | 42,94                 | 2/2                   | - Manuel Serra - Guillermo Valentini           |
|                                             | Partido Laborista - UCR Junta Renovadora | 10.808                | 36,94                 | 0/2                   | - Luis Alberto Pereyra - Pablo López Díaz      |
|                                             | Partido Demócrata                        | 5.209                 | 17,80                 | 0/2                   | - Eduardo A. Dalle Mura - Blas H. Juárez Núñez |
|                                             | Partido Comunista                        | 425                   | 1,45                  | 0/2                   | - Jaime Menassé - Rogelio Risso                |
|                                             | Partido Socialista                       | 253                   | 0,86                  | 0/2                   | - Sin datos - Sin datos                        |
| Votos positivos                             | Votos positivos                          | 29.260                | 98,30                 |                       |                                                |
| Votos en blanco                             | Votos en blanco                          | 448                   | 1,51                  |                       |                                                |
| Votos nulos                                 | Votos nulos                              | 51                    | 0,17                  |                       |                                                |
| Votos observados                            | Votos observados                         | 7                     | 0,02                  |                       |                                                |
| Participación                               | Participación                            | 29.766                | 87,89                 |                       |                                                |
| Electores registrados                       | Electores registrados                    | 33.866                | 100                   |                       |                                                |
| Santa María 1 Senador                       |                                          |                       |                       |                       |                                                |
| Partido                                     | Partido                                  | Votos                 | %                     | Bancas                | Candidatos a Senador                           |
|                                             | Unión Cívica Radical                     | 2.988                 | 39,48                 | 1/1                   | - Héctor A. Llorens                            |
|                                             | Partido Laborista - UCR Junta Renovadora | 2.340                 | 30,92                 | 0/1                   | - Roberto A. Racca                             |
|                                             | Partido Demócrata                        | 2.040                 | 26,95                 | 0/1                   | - Julio G. Achával                             |
|                                             | Partido Comunista                        | 157                   | 2,07                  | 0/1                   | - José María García                            |
|                                             | Partido Socialista                       | 44                    | 0,58                  | 0/1                   | - Sin datos                                    |
| Votos positivos                             | Votos positivos                          | 7.569                 | 98,25                 |                       |                                                |
| Votos en blanco                             | Votos en blanco                          | 105                   | 1,36                  |                       |                                                |
| Votos nulos                                 | Votos nulos                              | 20                    | 0,26                  |                       |                                                |
| Votos observados                            | Votos observados                         | 10                    | 0,13                  |                       |                                                |
| Participación                               | Participación                            | 7.704                 | 84,58                 |                       |                                                |
| Electores registrados                       | Electores registrados                    | 9.108                 | 100                   |                       |                                                |
| Sobremonte 1 Senador                        |                                          |                       |                       |                       |                                                |
| Partido                                     | Partido                                  | Votos                 | %                     | Bancas                | Candidatos a Senador                           |
|                                             | Partido Demócrata                        | 712                   | 51,08                 | 1/1                   | - David de la Torre Peña                       |
|                                             | Unión Cívica Radical                     | 650                   | 46,63                 | 0/1                   | - Arturo Argañaraz                             |
|                                             | Partido Laborista - UCR Junta Renovadora | 28                    | 2,01                  | 0/1                   | - Delfor Vivas                                 |
|                                             | Partido Socialista                       | 4                     | 0,29                  | 0/1                   | - Daniel Maldonado                             |
| Votos positivos                             | Votos positivos                          | 1.394                 | 98,10                 |                       |                                                |
| Votos en blanco                             | Votos en blanco                          | 19                    | 1,34                  |                       |                                                |
| Votos nulos                                 | Votos nulos                              | 0                     | 0,00                  |                       |                                                |
| Votos observados                            | Votos observados                         | 8                     | 0,56                  |                       |                                                |
| Participación                               | Participación                            | 1.421                 | 80,60                 |                       |                                                |
| Electores registrados                       | Electores registrados                    | 1.763                 | 100                   |                       |                                                |
| Tercero Arriba 1 Senador                    |                                          |                       |                       |                       |                                                |
| Partido                                     | Partido                                  | Votos                 | %                     | Bancas                | Candidatos a Senador                           |
|                                             | Unión Cívica Radical                     | 5.789                 | 43,74                 | 1/1                   | - Julio Brouwer de Koning                      |
|                                             | Partido Demócrata                        | 3.913                 | 29,57                 | 0/1                   | - Manuel P. Olmos                              |
|                                             | Partido Laborista - UCR Junta Renovadora | 3.060                 | 23,12                 | 0/1                   | - Francisco C. Martínez                        |
|                                             | Partido Socialista                       | 251                   | 1,90                  | 0/1                   | - Luis F. Pepellín                             |
|                                             | Partido Comunista                        | 221                   | 1,67                  | 0/1                   | - Generoso Bernardo                            |
| Votos positivos                             | Votos positivos                          | 13.234                | 98,18                 |                       |                                                |
| Votos en blanco                             | Votos en blanco                          | 215                   | 1,59                  |                       |                                                |
| Votos nulos                                 | Votos nulos                              | 31                    | 0,23                  |                       |                                                |
| Votos observados                            | Votos observados                         | 0                     | 0,00                  |                       |                                                |
| Participación                               | Participación                            | 13.480                | 87,69                 |                       |                                                |
| Electores registrados                       | Electores registrados                    | 15.372                | 100                   |                       |                                                |
| Totoral 1 Senador                           |                                          |                       |                       |                       |                                                |
| Partido                                     | Partido                                  | Votos                 | %                     | Bancas                | Candidatos a Senador                           |
|                                             | Partido Demócrata                        | 1.825                 | 48,10                 | 1/1                   | - Natal R. Crespo                              |
|                                             | Unión Cívica Radical                     | 1.608                 | 42,38                 | 0/1                   | - David Ávalos                                 |
|                                             | Partido Laborista - UCR Junta Renovadora | 343                   | 9,04                  | 0/1                   | - David Majul                                  |
|                                             | Partido Socialista                       | 9                     | 0,24                  | 0/1                   | - Carlos I. Aguirre                            |
|                                             | Partido Comunista                        | 9                     | 0,24                  | 0/1                   | - Sin datos                                    |
| Votos positivos                             | Votos positivos                          | 3.794                 | 98,24                 |                       |                                                |
| Votos en blanco                             | Votos en blanco                          | 58                    | 1,50                  |                       |                                                |
| Votos nulos                                 | Votos nulos                              | 7                     | 0,18                  |                       |                                                |
| Votos observados                            | Votos observados                         | 3                     | 0,08                  |                       |                                                |
| Participación                               | Participación                            | 3.862                 | 81,25                 |                       |                                                |
| Electores registrados                       | Electores registrados                    | 4.753                 | 100                   |                       |                                                |
| Tulumba 1 Senador                           |                                          |                       |                       |                       |                                                |
| Partido                                     | Partido                                  | Votos                 | %                     | Bancas                | Candidatos a Senador                           |
|                                             | Unión Cívica Radical                     | 1.933                 | 47,47                 | 1/1                   | - Digno S. Espinosa                            |
|                                             | Partido Demócrata                        | 1.666                 | 40,91                 | 0/1                   | - Arturo Lazcano Echegoyen                     |
|                                             | Partido Laborista - UCR Junta Renovadora | 451                   | 11,08                 | 0/1                   | - Leopoldo J. Caro                             |
|                                             | Partido Socialista                       | 20                    | 0,49                  | 0/1                   | - Sin datos                                    |
|                                             | Partido Comunista                        | 2                     | 0,05                  | 0/1                   | - Marcelo Palomeque                            |
| Votos positivos                             | Votos positivos                          | 4.072                 | 98,79                 |                       |                                                |
| Votos en blanco                             | Votos en blanco                          | 40                    | 0,97                  |                       |                                                |
| Votos nulos                                 | Votos nulos                              | 8                     | 0,19                  |                       |                                                |
| Votos observados                            | Votos observados                         | 2                     | 0,05                  |                       |                                                |
| Participación                               | Participación                            | 4.122                 | 76,59                 |                       |                                                |
| Electores registrados                       | Electores registrados                    | 5.382                 | 100                   |                       |                                                |
| Unión 1 Senador                             |                                          |                       |                       |                       |                                                |
| Partido                                     | Partido                                  | Votos                 | %                     | Bancas                | Candidatos a Senador                           |
|                                             | Partido Laborista - UCR Junta Renovadora | 10.554                | 48,19                 | 1/1                   | - Godofredo J. Stauffer                        |
|                                             | Unión Cívica Radical                     | 7.452                 | 34,02                 | 0/1                   | - Godofredo Yorio                              |
|                                             | Partido Demócrata                        | 3.372                 | 15,40                 | 0/1                   | - Sem M. Rodríguez                             |
|                                             | Partido Socialista                       | 291                   | 1,33                  | 0/1                   | - José P. Soresi                               |
|                                             | Partido Comunista                        | 233                   | 1,06                  | 0/1                   | - Valentín Romero                              |
| Votos positivos                             | Votos positivos                          | 21.902                | 98,43                 |                       |                                                |
| Votos en blanco                             | Votos en blanco                          | 302                   | 1,36                  |                       |                                                |
| Votos nulos                                 | Votos nulos                              | 45                    | 0,20                  |                       |                                                |
| Votos observados                            | Votos observados                         | 3                     | 0,01                  |                       |                                                |
| Participación                               | Participación                            | 22.252                | 86,07                 |                       |                                                |
| Electores registrados                       | Electores registrados                    | 25.853                | 100                   |                       |                                                |
| Votos observados, computados posteriormente |                                          |                       |                       |                       |                                                |
| Partido                                     | Partido                                  | Votos                 |                       |                       |                                                |
|                                             | Partido Laborista - UCR Junta Renovadora | 80                    |                       |                       |                                                |
|                                             | Unión Cívica Radical                     | 41                    |                       |                       |                                                |
|                                             | Partido Demócrata                        | 19                    |                       |                       |                                                |
|                                             | Partido Socialista                       | 1                     |                       |                       |                                                |
|                                             | Partido Comunista                        | 1                     |                       |                       |                                                |
| Votos en blanco                             | Votos en blanco                          | 4                     |                       |                       |                                                |
| Votos nulos                                 | Votos nulos                              | 2                     |                       |                       |                                                |